# Ichthyurus yukikoae
Ichthyurus yukikoae es una especie de coleóptero de la familia Cantharidae. Habita en Japón.